# Aussichtsturm Pyramidenkogel
Der Aussichtsturm Pyramidenkogel ist ein Aussichts- und Sendeturm auf dem 851 m ü. A. hohen Pyramidenkogel südlich des Wörthersees in Kärnten, Österreich. Er befindet sich im Gemeindegebiet von Keutschach am See. Eigentümer ist die Pyramidenkogel Infrastruktur GmbH, ein Tochterunternehmen der Gemeinde Keutschach am See.

## Geschichte

### Holzturm (von 1950)
1950 wurde auf dem Pyramidenkogel ein Aussichtsturm aus Holz errichtet. Schon davor gab es eine Art Hochsitz auf 3 Föhren. Der Materialtransport für den hölzernen Aussichtsturm erfolgte mit Pferde- und Ochsengespannen, da es damals noch keine Straße auf den Gipfel gab. Die Teile wurden großteils am Boden vormontiert und mit Flaschenzügen in ihre Position gebracht. Insgesamt hatte dieser erste Turm eine Höhe von 27 Metern. Daneben wurde 1957 der Sender Pyramidenkogel gebaut. In einem Gebäude neben dem 1968 erbauten Aussichtsturm waren von diesem allerersten Aussichtsturm noch Überreste zu sehen.

### Alter Aussichtsturm (Schwammerlaus Beton, 1968–2012)
Der alte Aussichtsturm mit seiner Turmhöhe von 54 Metern wurde in den Jahren 1966 bis 1968, nach den Plänen des Architekten Gustav Wetzlinger (1924–1992), in Stahlbetonbauweise errichtet. Mit einer im runden Turmschaft befindlichen Aufzugsanlage wurde die erste – unregelmäßig fünfeckige – Aussichtsplattform in 43 m Förderhöhe erreicht. Die Liftkabine fasste 16 Personen, die Fahrzeit betrug 24 Sekunden bei einer Fördergeschwindigkeit von 1,7 Meter/Sekunde. Über eine Treppenanlage waren zwei kleinere, höher gelegene Plattformen zugänglich. Die drei – polygonen – Plattformen boten den Besuchern Platz auf insgesamt ca. 250 m². Auf große Entfernung entstand das Erscheinungsbild eines horizontal erstreckten Schirms auf einem schlanken Stiel, weshalb der Turm im Volksmund Schwammerl genannt wurde. Auf der obersten Plattform war ein Sendemast angebracht. 2007 wurden 105.000 Besucher am Turm gezählt. Für eine Sanierung des bestehenden Aussichtsturms wurden Kosten von 7,5 Millionen Euro beziffert, daher wurde ein Neubau geplant.

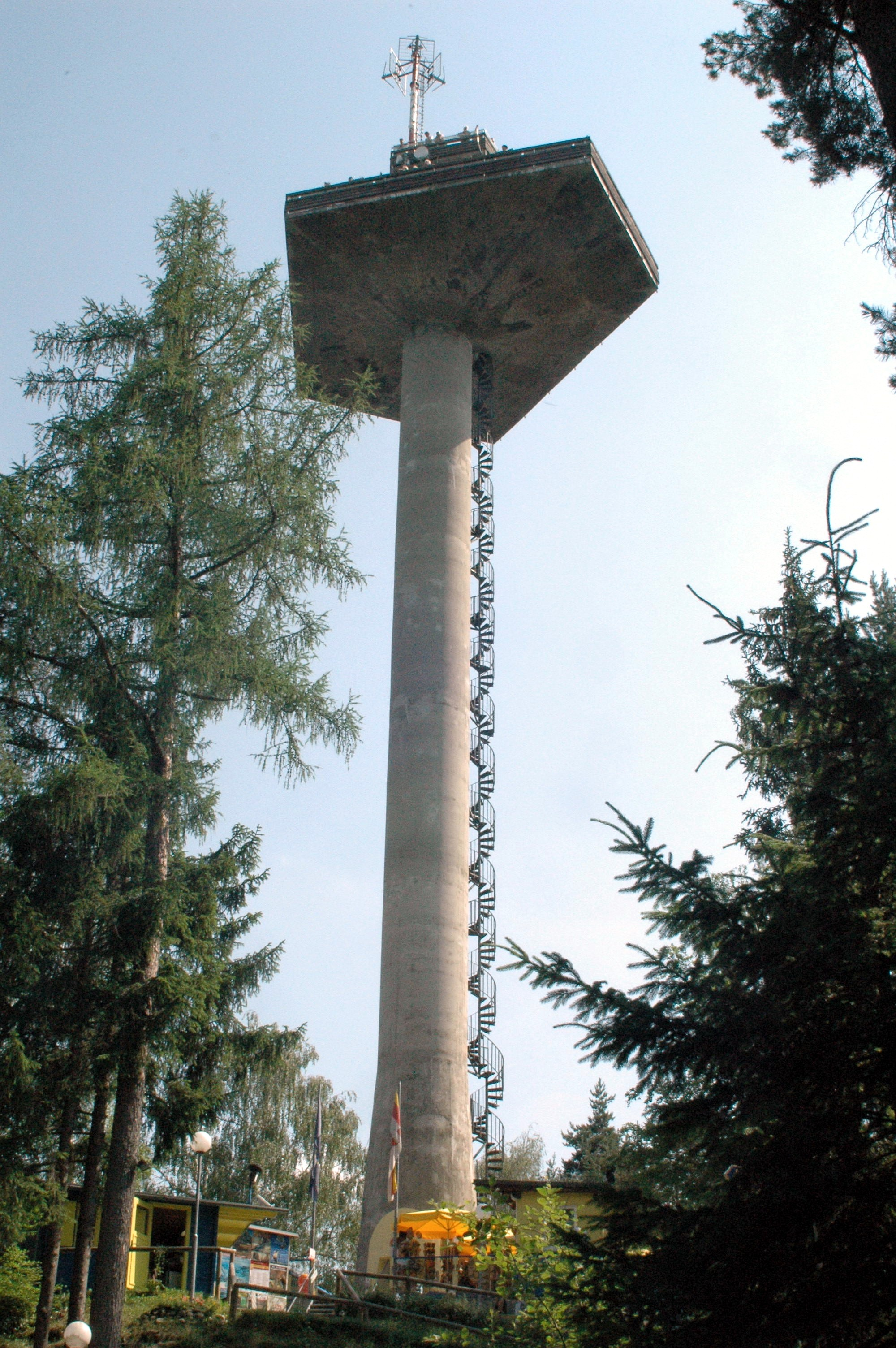
Alter Turm mit außen-liegender Wendeltreppe
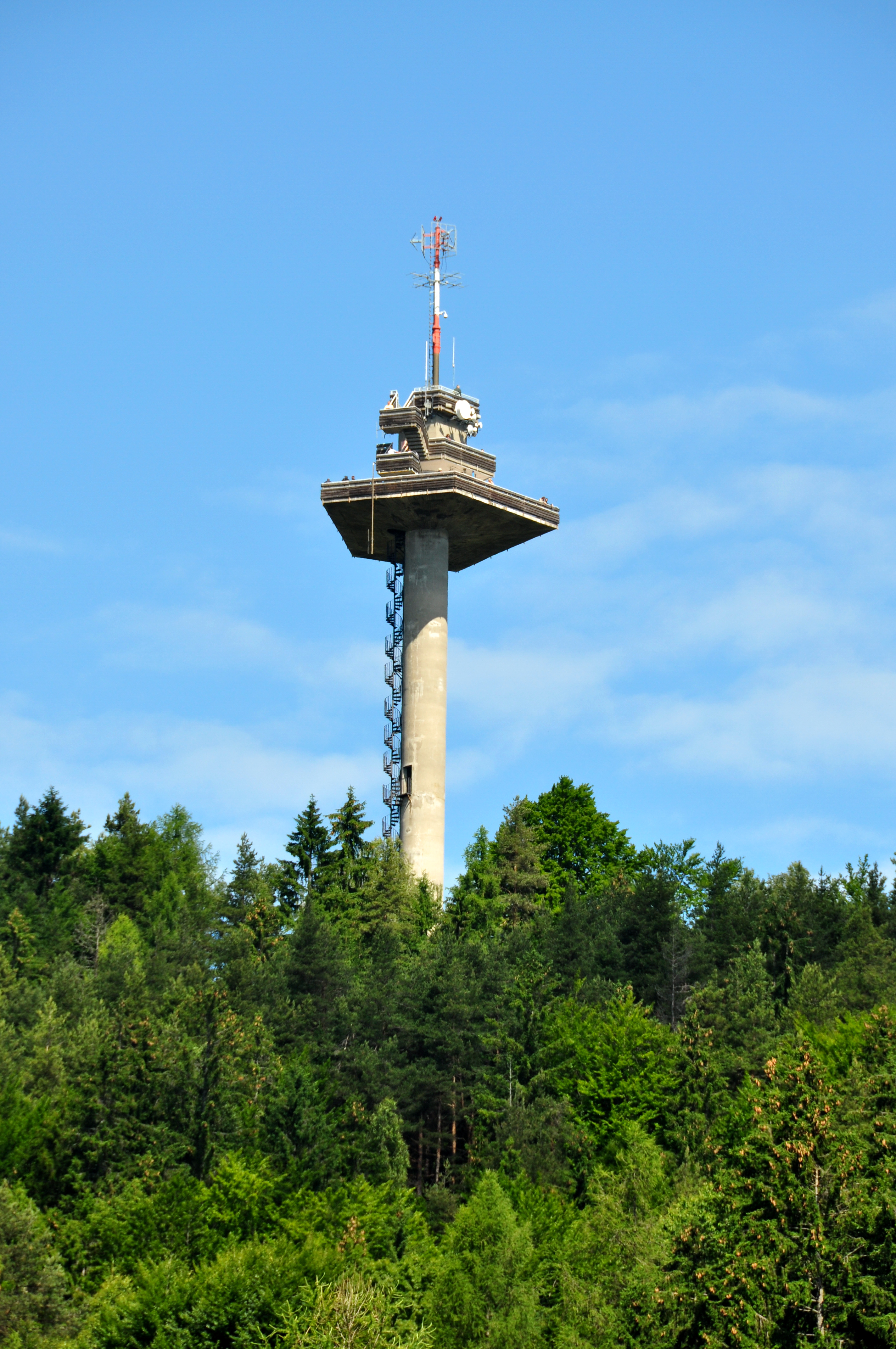
Alter Aussichtsturm aus größerer Entfernung
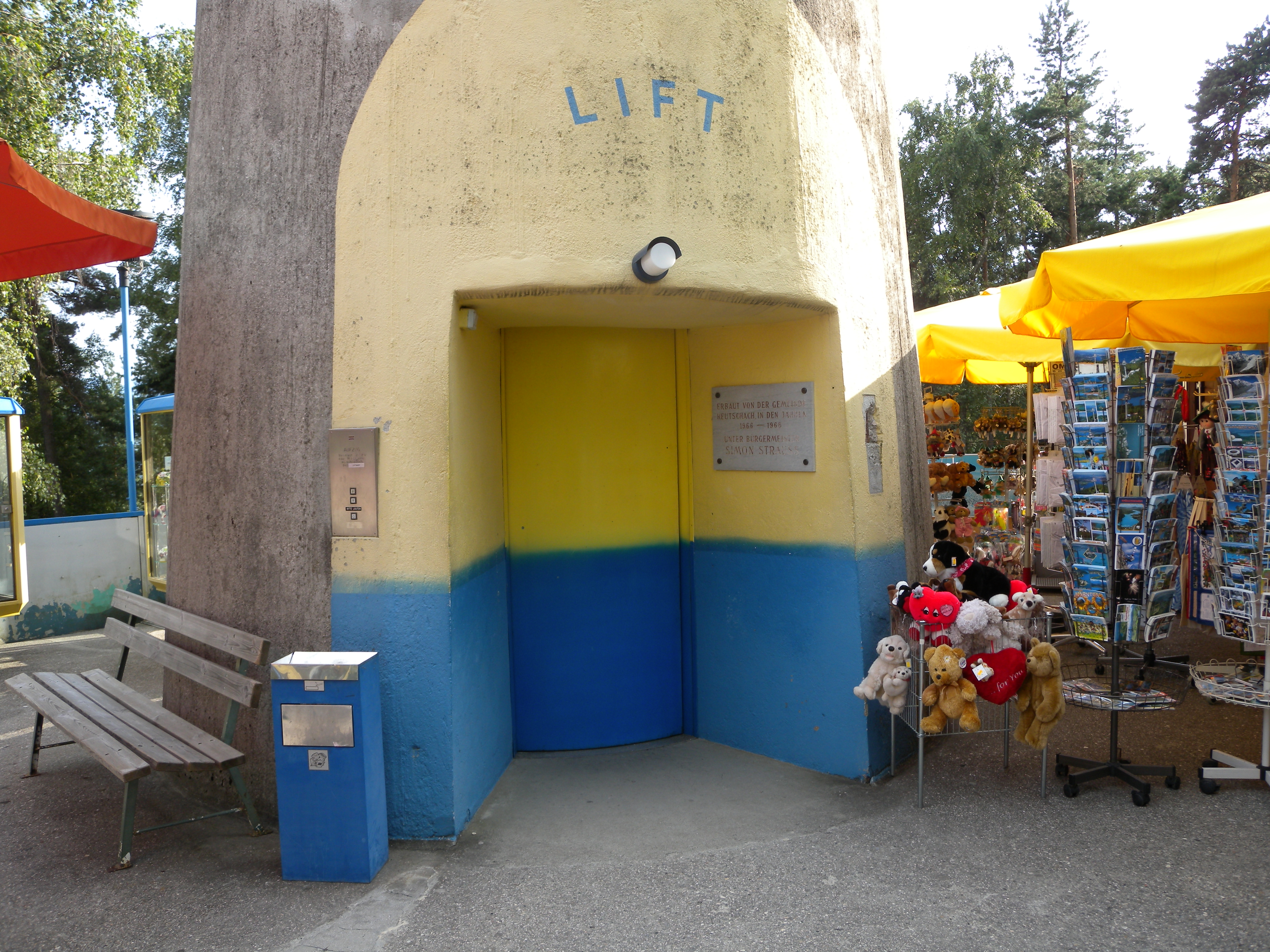
Eingang mit Aufzugstür des alten Turms
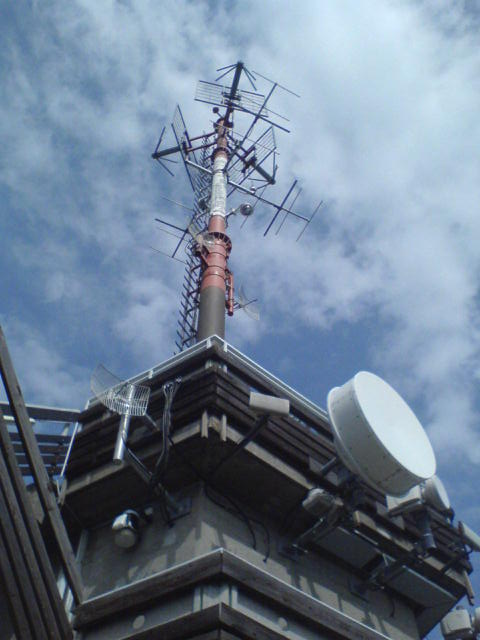
Sendeantennen auf dem alten Aussichtsturm
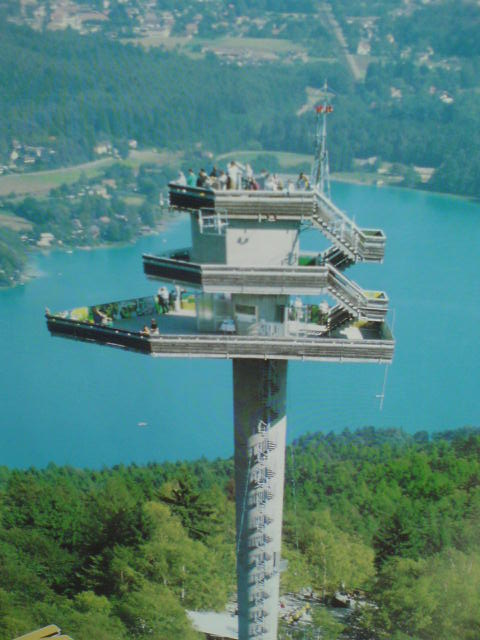
Alter Aussichtsturm etwa vom Süden aus der Luft vor dem Wörthersee
- Sprengung des Betonturms 2012 (0:24)

### Neuer Aussichtsturm (2013)

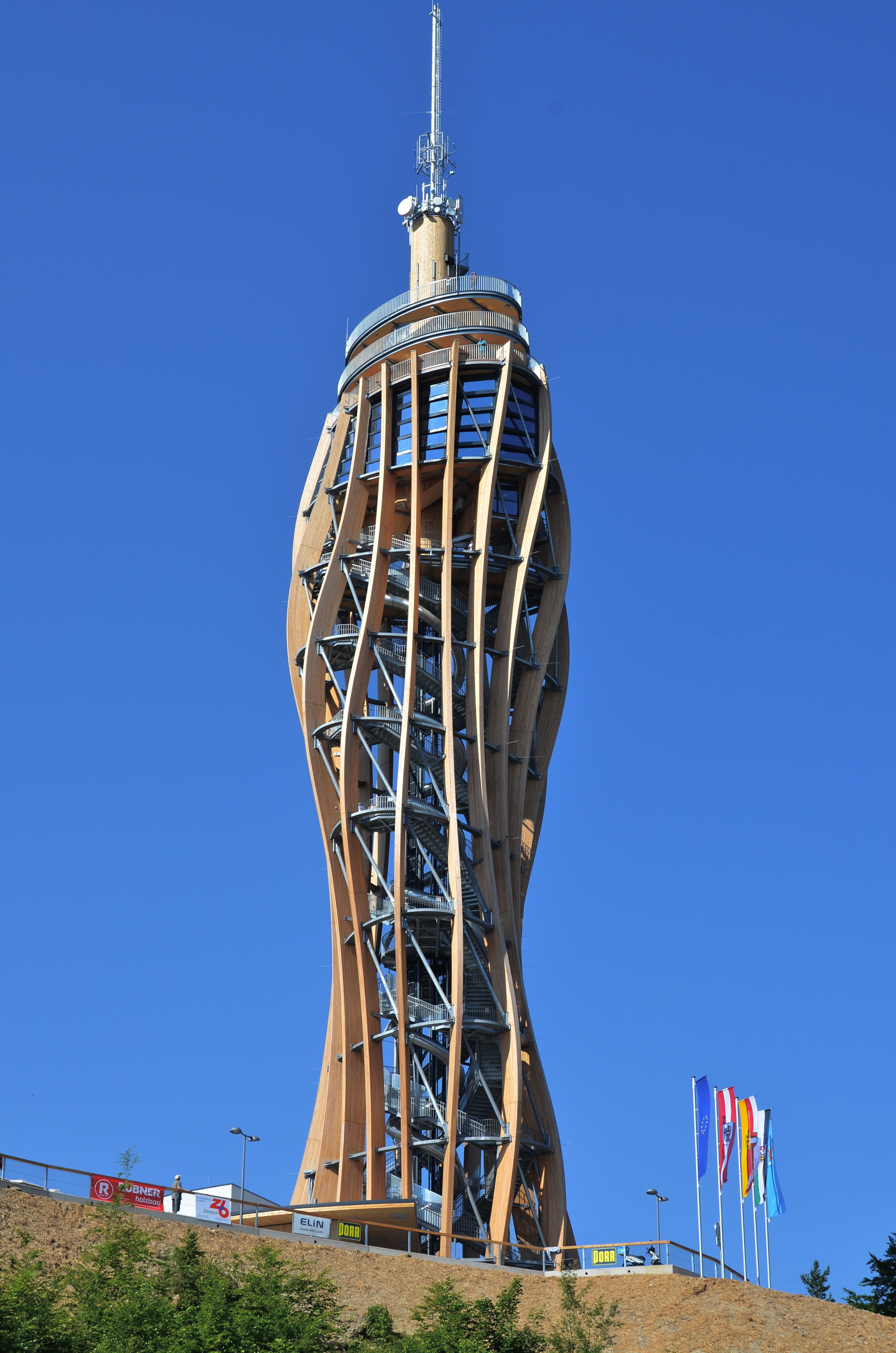
Aussichtsturm (Juni 2013)

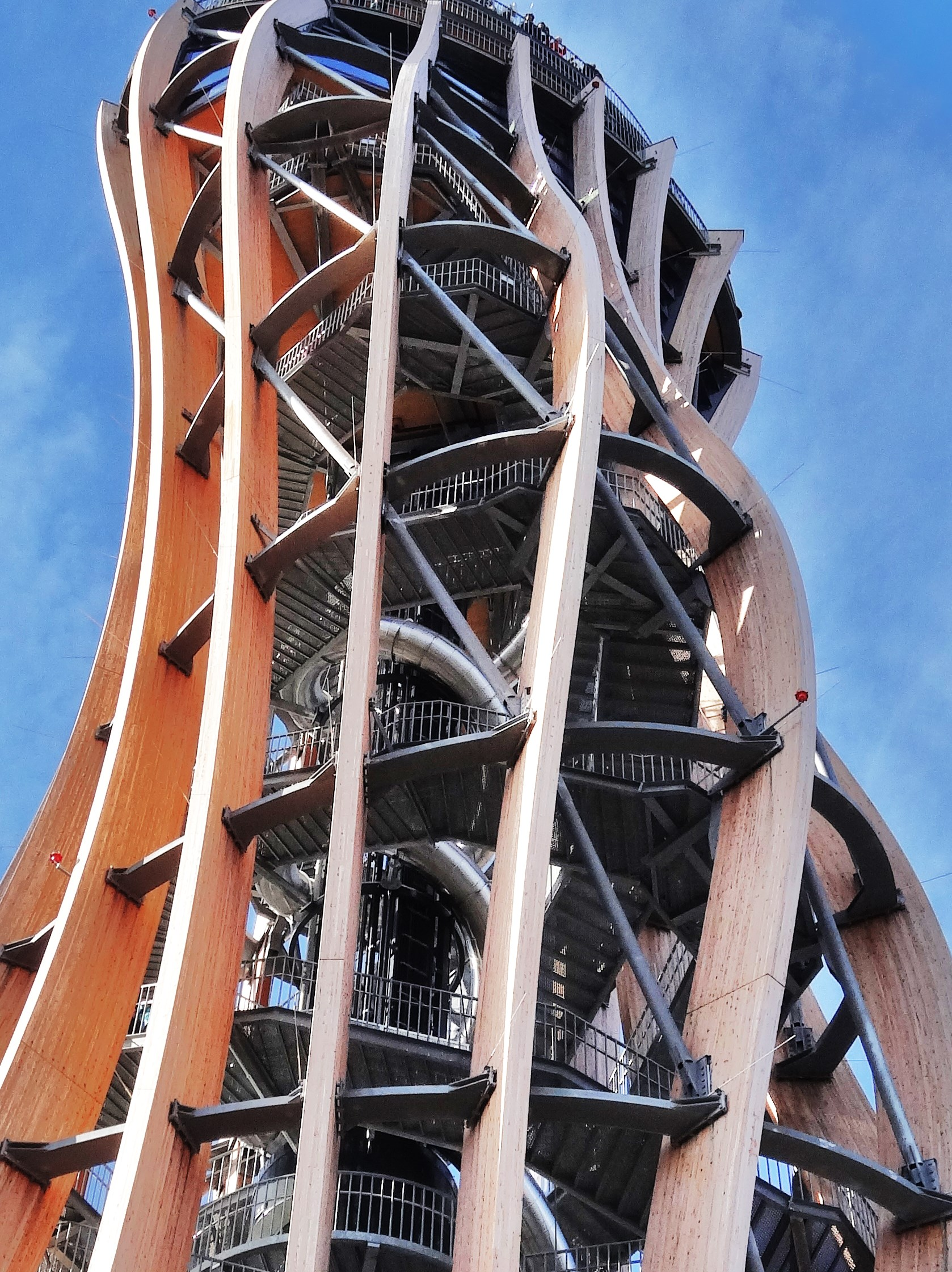
Die Holz-Stahl-Konstruktion im Detail, noch ohne Beleuchtung (Oktober 2013)

#### Architekturwettbewerb
Bei einem Architekturwettbewerb siegte der Entwurf des Klagenfurter Architekturbüros Markus Klaura und Dietmar Kaden und des Tragwerkplaners Markus Lackner.
Der neue Aussichtsturm auf dem Pyramidenkogel ist mehrfach strukturiert und teilweise durchlüftet und stellenweise durchblickbar. Die Einhüllende wird von einer Schraube aus gegeneinander verdrehten Ellipsen gebildet. Senkrechte, plane, doch geschwungen konturierte Steher aus Leimholz reichen hinauf bis zu zwei übereinanderliegenden Aussichtsplattformen. Darunter liegt ein etwas zurücktretender verglaster Aussichts- und Veranstaltungsraum, obenauf steht ein Mast mit Antennen. Im Turm sind integriert ein Vertikallift für Personen mit transparentem Schacht, eine Rutsche in Form eines gewendelten Rohrs und Treppen. Von einer Plattform kann man mit einer Flying-Fox-Seilbahn hinunter fahren oder ein Stück freier Fall erleben. Der Turm wurde einige Jahre nach Errichtung mit einer farblich steuerbaren Beleuchtung der gerüstartigen Fassade nachgerüstet. Die Steher sind aus Holz, die Ellipsen aus Stahlelementen gebaut. Die Turmgesamthöhe beträgt 100 Meter. Es gibt einen Veranstaltungsraum in 60 Metern Höhe. Die Rutsche ist für Personen ab 130 cm Körpergröße und nach Betreiberangabe die höchste Gebäuderutsche Europas. Die Erwartungen für den neuen Turm lagen bei bis zu 200.000 Besuchern pro Jahr. Als Baukosten wurden 10 Millionen Euro veranschlagt, die aber nach intensiver politischer Diskussion auf 8 Millionen Euro reduziert wurden. Gegen die Stimmen von ÖVP, SPÖ und GEL (Grüne Einheitsliste) beschloss der BZÖ-dominierte Gemeinderat die Errichtung des Neubaus. Die Grüne Einheitsliste schlug den kostengünstigeren Umbau des bestehenden Turms zu einem „Energieturm“ mit Kraftwerksfunktion und den Verbleib im Eigentum der Gemeinde Keutschach vor.
Mit 100.000 Besuchern jährlich soll sich der Neubau in ungenannter Zeit amortisieren. Die Besucherzahlen waren bereits im ersten Halbjahr nach der Eröffnung deutlich höher als erwartet.
Die Rutsche wurde mit 52 m Höhenunterschied als höchste Rutsche Europas beworben und ist tatsächlich die höchste Gebäuderutsche Europas. (Indoor, jedoch in keinem Gebäude, sondern in einem weiten für einen Vertikallift gesprengten Schacht läuft die Rutsche „The Slide“ im Grazer Schloßberg seit 2019 – mit 64 m höher und einer einmaligen Änderung der Kurvenrichtung des Rutschpfads.)

#### Planungsgeschichte
Ersten Planungen zufolge sollte der alte Aussichtsturm im Herbst 2008 abgerissen und der neue Aussichtsturm bis Sommer 2009 errichtet werden.
Im Jänner 2008 wurde bekannt, dass sich die Finanzierung des neuen Aussichtsturms verzögert. Die Abtragung des alten, desolaten Aussichtsturms wurde auf den Zeitraum nach der Sommersaison 2008 verlegt, mit ungewissem Zeitpunkt des Neubaubeginns.
Im Juli 2009 wurde verlautbart, dass sich der Neubau aufgrund politischer Gründe zwar verzögert hätte, dass der Turm jedoch im Herbst 2010 gesprengt werden sollte und anschließend bis April 2011 der Neubau, als komplette Umsetzung des Siegerprojekts ohne Abstriche, so wie im Gemeinderat beschlossen, errichtet wird.
In der Gemeinderatssitzung am 16. Dezember 2009 wurde über die Gesellschaftsverträge der Errichtungsgesellschaft, die zugehörigen Notariatsakte, über den Managementvertrag, über den Superädifikats- und die Betriebsführungsvereinbarung sowie über die Förderverträge im Dreiecksverhältnis von Land Kärnten, der Gemeinde Keutschach und der Errichtungsgesellschaft abgestimmt. Am 18. Februar 2010 wurden die Verträge zwischen der Gemeinde Keutschach und dem Land Kärnten für den neuen Aussichtsturm unterzeichnet, die an den Terminen von Juli 2009 festhielten. Darin wurde vereinbart, die geplanten Kosten von 10 Millionen Euro zwischen Gemeinde, Errichtungsgesellschaft und Land zu teilen.
Kritiker und Gegner des Neubaus monierten, dass das Land Kärnten aufgrund der Gesellschaftermehrheit der Kärntner Tourismusholding (KTH) (51 %) in der Errichtungsgesellschaft, indirekt Entscheidungen zu Ungunsten der Gemeinde Keutschach (Anteil 49 %) durchsetzen könnte, da die Gemeinde Keutschach später allein für die spätere Instandhaltung aufkommen müsste.
In einer Gemeinderatssitzung am 30. April 2010 lehnte eine Mehrheit der Keutschacher Gemeinderäte die Kredithaftung der Gemeinde für das Bauvorhaben ab. Damit verzögerte sich der für September 2010 geplante Abriss und der folgende Neubau erneut um zunächst unbekannte Dauer.
Im August 2011 wurde im Rahmen einer außerordentlichen Sitzung der Landesregierung von Kärnten eine Variante des Neubaus beschlossen, die nur 8 Millionen Euro kosten sollte. Nach zwischenzeitlichen Diskussionen über einen Baubeginn im Frühjahr 2012 wurde beschlossen, den Turm im Herbst 2012 zu sprengen und anschließend mit dem Neubau zu beginnen.
Somit stand der letzte Öffnungstag mit 30. September 2012 fest. Am 12. Oktober 2012 fand die Sprengung statt und war weithin sicht- und hörbar.

#### Bau und Eröffnung

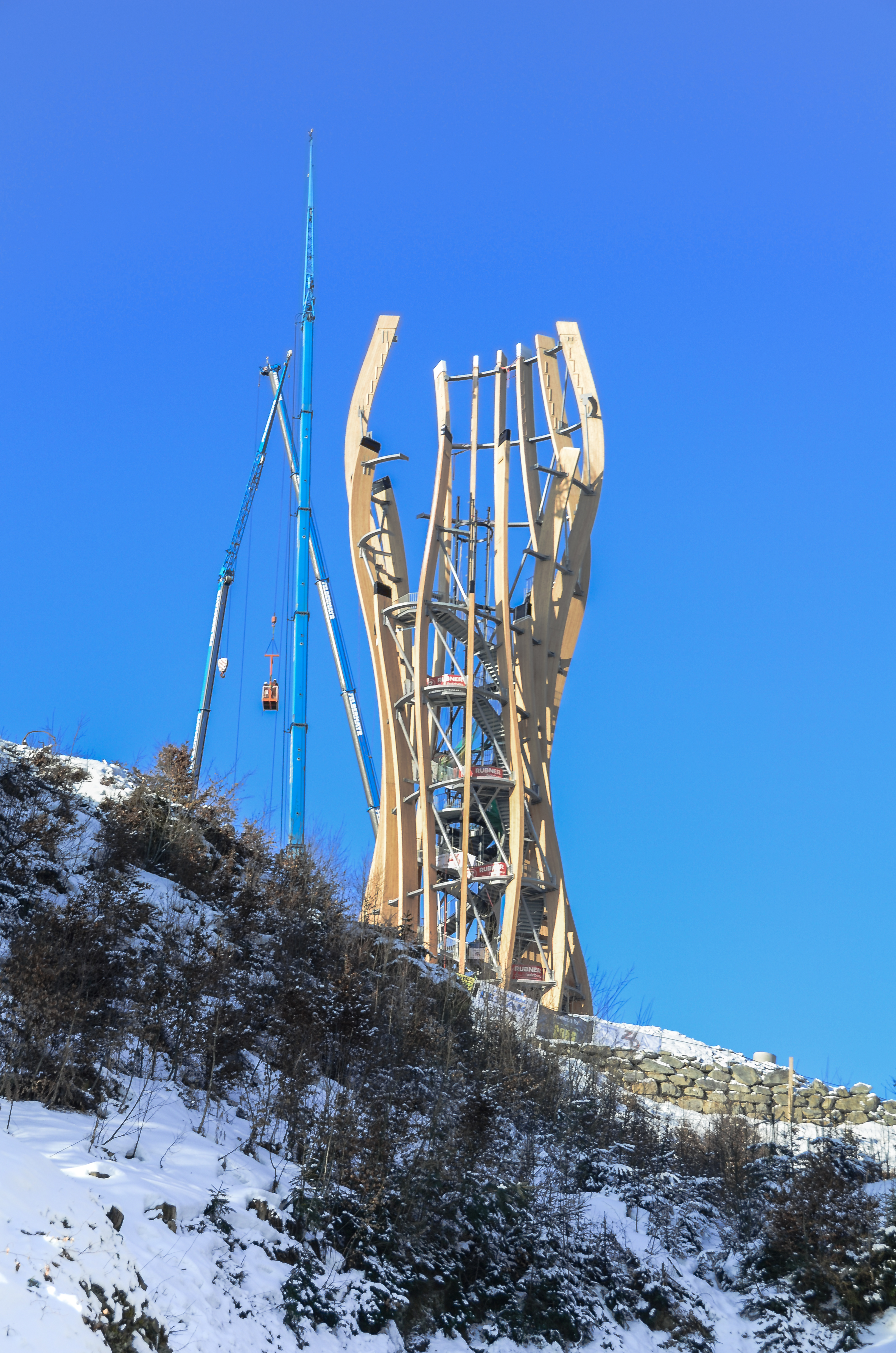
Neuer Aussichtsturm im Bau (März 2013)

Der inklusive Antenne 100 Meter hohe Aussichtsturm ist mit elf Ebenen, davon sechs Aussichtsplattformen, der höchste Holzaussichtsturm der Welt. (Der höchste Holzturm der Welt ist der komplett aus Holz gebaute Sendeturm Gleiwitz.)
Nach sieben Jahren Planung wurde am 31. Oktober 2012 sein Grundstein gelegt, in Form einer Zeitkapsel aus Metall in Beton mit Brief und einer 2-Euro-Münze. Nach acht Monaten Bauzeit und ca. 8 Mio. Euro Gesamtkosten wurde der Turm am 20. Juni 2013 eröffnet.
Das von den Architekten Markus Klaura und Dietmar Kaden konzipierte Basisgebäude mit 700 m² Bruttogeschoßfläche (mit Restaurant) bildet ein Ensemble mit dem Turm. Dieser besteht aus 16 Brettschichtholzpfählen, welche die vertikalen Kräfte tragen. Diese werden durch 10 elliptische Stahlringe und 80 Diagonalstreben ausgesteift. Integriert ist die höchste Gebäuderutsche Europas mit 52 m Höhe, 25° Neigung, 120 m Länge der Schraubenlinie und etwa 30 Sekunden Rutschdauer. 20 m tief in den Felsen reichende Stahlanker fixieren die Fundamentplatte mit 350 m³ Volumen und 800 t Masse.
In den ersten Betriebstagen blieb der Lift zweimal – mit Passagieren – je etwa 1 Stunde stecken. Zu kurze Zeit für den Test des Lifts wurde bemängelt. Am Nachmittag des 7. August 2013 blieb der Lift ein drittes Mal am Boden stehen. Der Grund war ein defektes Steuerungsseil, der Aussichtsturm war vom 8. bis 9. August nur über Treppen zu erreichen. Am 14. August 2013 wurde bekanntgegeben, dass die Liftseile ausgetauscht werden müssen und der Liftbetrieb für diese Tage eingestellt werden muss. Der Eintritt betrug an diesen Tagen nur die Hälfte.
Kaum 2 Monate nach der Eröffnung absolvierten am 17. August 2013 ein – laut Augenzeugen – Australier und kurz darauf ein Burgenländer (oder Niederösterreicher) Base-Jumps vom Geländer auf der Plattform aus 72 m Höhe. Die Sprungausrüstung wurde bei einem Notausgang eingeschleust, beide Springer verschwanden unerkannt, ein Video vom ersten Sprung wurde veröffentlicht.
Kurz vor Erreichen des Jahrestags der Eröffnung werden 330.000 Besucher gemeldet – gut doppelt so viel wie die erwarteten 150.000 Besucher pro Jahr.
Der Turm weist zur Brandbekämpfung eine den Treppen folgende Sprinkleranlage auf.

#### Elemente und Attraktionen
Der Aussichtsturm ist ganzjährig täglich geöffnet, im Winter von 10–17 Uhr, sonst länger. Im Turm gilt Rauchverbot. Die verglaste Skybox auf Ebene 9 kann außerhalb der Öffnungszeiten für private Veranstaltungen gemietet werden.
Der Aufstieg kann per linksgekurvter Treppe über 441 Stufen oder im Lift bis auf die Aussichtsplattform 10 erfolgen. Von dort können die beiden darüberliegenden Aussichtsplattformen über Treppen erreicht werden. Servicepersonal für die Sendeanlagen gelangt noch höher.
Die Treppe ist in den wettergeschützten Bereichen des Erdgeschoßes und der Skybox mit Holzstufen ausgeführt, dazwischen mit griffig geprägtem Lochblech. Die Stufen sind 16 cm hoch. Die erste bildet den Auftritt ins Erdgeschoß, das als Ebene 00 – 0,16 m ausgewiesen wird. Jeweils 10 Stufen bilden geradlinige Treppenläufe, die geknickt aufeinanderfolgen. Je vier dieser 1,60 m hohen Treppenläufe bilden ein auch in der Außenansicht erkennbares Standard-Stockwerk zu 6,4 m. Das 9. Geschoß ist als geschlossener Raum, die Skybox, rundum verglast. Ebene 10 bildet die ovale größte von drei Aussichtsplattformen mit Fußbodenoberkante 64,16 m über der Erde. Unter Regenschutzkappen enden hier die markanten Holzpfeiler des Turms in Brusthöhe.
Indem die zwei nächsthöheren Plattformen (11 und 12) hier nur mit jeweils 3,20 m Höhenunterschied folgen, bilden sie einen guten Regen- und Sonnenschutz für die jeweilig darunterliegende Plattform. Da die Kanten der drei Plattformen nach oben schrittweise etwas zurücktreten, bietet sich auch am Geländer der Plattformen 10 und 11 eine gute Sicht bis hinauf zum Zenit des Himmels. Alle drei Aussichtsplattformen sind von einem verzinkten Stahlstrebengeländer umgeben, an dem horizontale Tafeln mit beschrifteten Panoramen der Umgebung angebracht sind.
Die oberste Aussichtsplattform trägt am Geländer die Tafeln (Plattform) 12 / Turmhöhe 70,56 m / Seehöhe 919,06 m (FOK) und 441 / Stufen geschafft und noch weiter rechts: Norden / north.
Bei einem oberen Ausstieg weist der Lift diametral gegenüberliegende Schachttüren aus klarem, zylindrisch gewölbtem Glas auf. Das ermöglicht das Aussteigen in eine Richtung und zugleich das Einsteigen von der anderen Seite. Im vom Wind durchzogenen Höhenbereich des Turms unter der Skybox verlaufen die Führungsschienen des Lifts, sofern von Menschen unerreichbar, ohne jegliche Verkleidung oder Schacht weitgehend offen sichtbar.
An der ursprünglich (Stand 2013) „höchsten überdachten Rutsche Europas“ sind folgende Daten notiert: Länge 120 m, Geschwindigkeit ca. 25 km/h, Rutschdauer ca. 20 s, Höhe 52 m. Gerutscht wird gegen Gebühr, unter Anleitung einzeln. Dabei sitzen die Nutzer auf einem Rutschtuch mit Sitzpolster, haben die Füße in Taschen des Tuchs, strecken die Beine nach vorne und ziehen mit den Händen an Gurtschlaufen, um den Körper mit Spannung zu wölben und den Kopf anzuheben. Der unbekleidete rechte Ellbogen erhält einen Skate-Schützer. Die Rutsche ist als geschlossenes NiRo-Stahlblechrohr in Bergab-Linkskurve gefertigt und weist an der Oberseite in regelmäßigen Abständen 20 kleine Bullaugen zur Belichtung und als Orientierungshilfe auf. Rutschen dürfen gemäß TÜV-Abnahme Personen nur einzeln und ab 130 cm Körpergröße. Der zuletzt waagerechte Auslauf der Rutsche führt zwischen zwei Pfeilern aus dem Turmtorso hinaus. Die Rutsche wird ganzjährig betrieben, nicht jedoch bei Regen oder feuchtem Wetter – wegen veränderter Reibungsverhältnisse und der Gefahr der Verschmutzung.
Am 18. März 2019 formulierten die Betreiber auf der Website noch „höchste geschlossene Rutsche Kontinentaleuropas“. Tatsächlich ist die am 20. Februar 2019 eröffnete Rutsche The Slide im Grazer Schlossberg mit 64 m die höchste Indoor-Rutsche der Welt. Während die Rutsche in Kärnten bergab einer steten Linkskurve folgt, weist die etwa 170 m lange in der steirischen Landeshauptstadt auch Kurvenrichtungswechsel auf.
Auf einer Schautafel wird die Einhüllende des Turms aus einer sich beim Anheben beständig gedrehten Ellipse entwickelt und mit der Körperfigur einer sich drehenden Tänzerin verglichen. Zum Hinauf- und Hinuntersteigen sind zwei getrennte Treppenzüge angelegt, die sich wie eine Doppelhelix umschlingen und dabei die Rutschenwendel umgeben.
An Mai-Wochenenden und den Folgemonaten bis September kann aus 52 m Höhe (Plattform 8) über die Schrägseilbahn Fly 100 abgefahren werden. Zwei Tragseile aus Stahl führen zu einer weichen Landefläche etwas schräg unterhalb des Turms am Rand eines Pkw-Parkplatzes, sodass auf 100 m Fahrtstrecke etwa 70 Höhenmeter abgebaut werden. Die Abfahrt erfolgt an einem hörbar bremsenden Rollenlaufwerk mit maximal 2 Höhenmeter/Sekunde (typische Fahrtzeit 100 Sekunden) und seilgesichert durch einen Betreuer. Am nur oben umgelenkten Pendelseil wird die andere, ebenfalls ballastierte Laufkatze dabei im Leerlauf nach oben gezogen.
Ein zusätzliches drittes Fixseil trägt vier orange Markierungskugeln zur Sicherheit für Flugverkehr. Der Start kann an der Absprungkante sitzend und vorwärts oder stehend nach hinten ins Seil gelehnt rücklings erfolgen. Dieses Schwebeseil ist ab Mitte September bis Frühling nicht in Betrieb.
FreeFall bietet 6 m Fallen in aufrechter Körperhaltung – zum gleichen Preis. Start ist auf Plattform 8, ein Klettergurt wird angelegt, dann geht eine Leiter hinauf. Schließlich springt die Person mit den Füßen voran ab und wird nach 6 m vom Seil gebremst und gelangt auf Höhe Plattform 5 durch ein Drehkreuz wieder ins Turminnere.

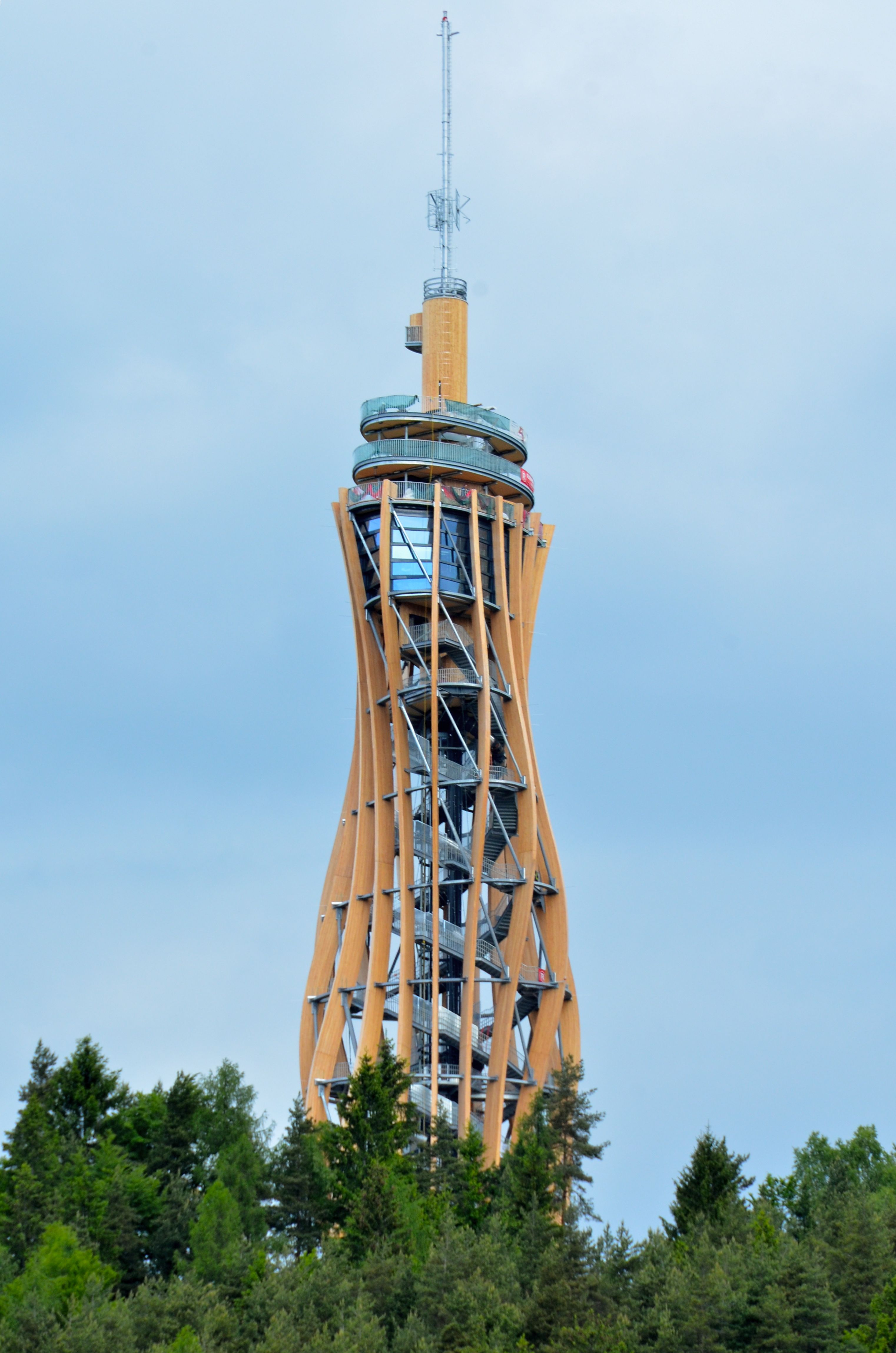
Neuer Aussichtsturm
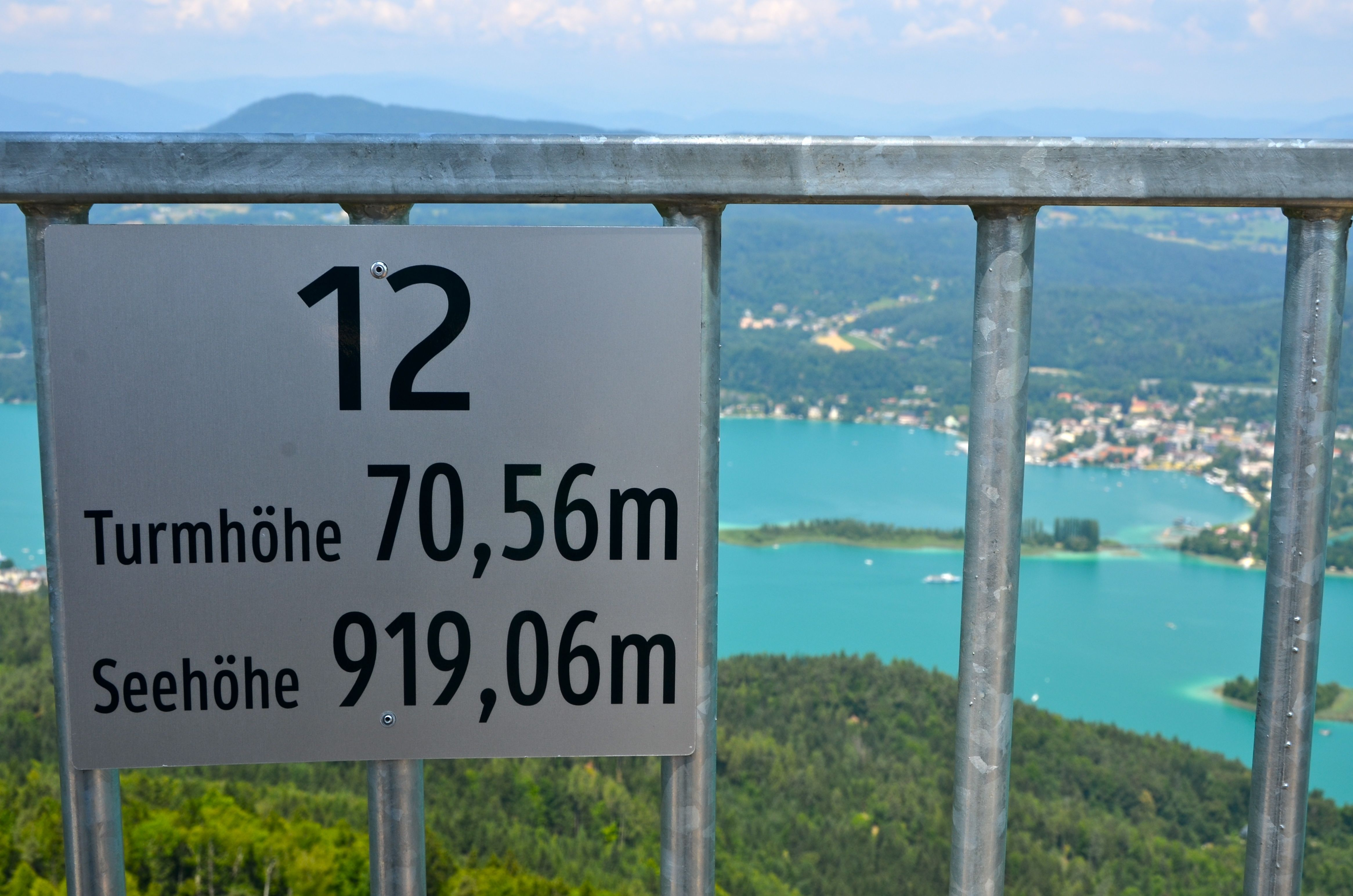
Oberste Aussichtsplattform des neuen Aussichtsturms
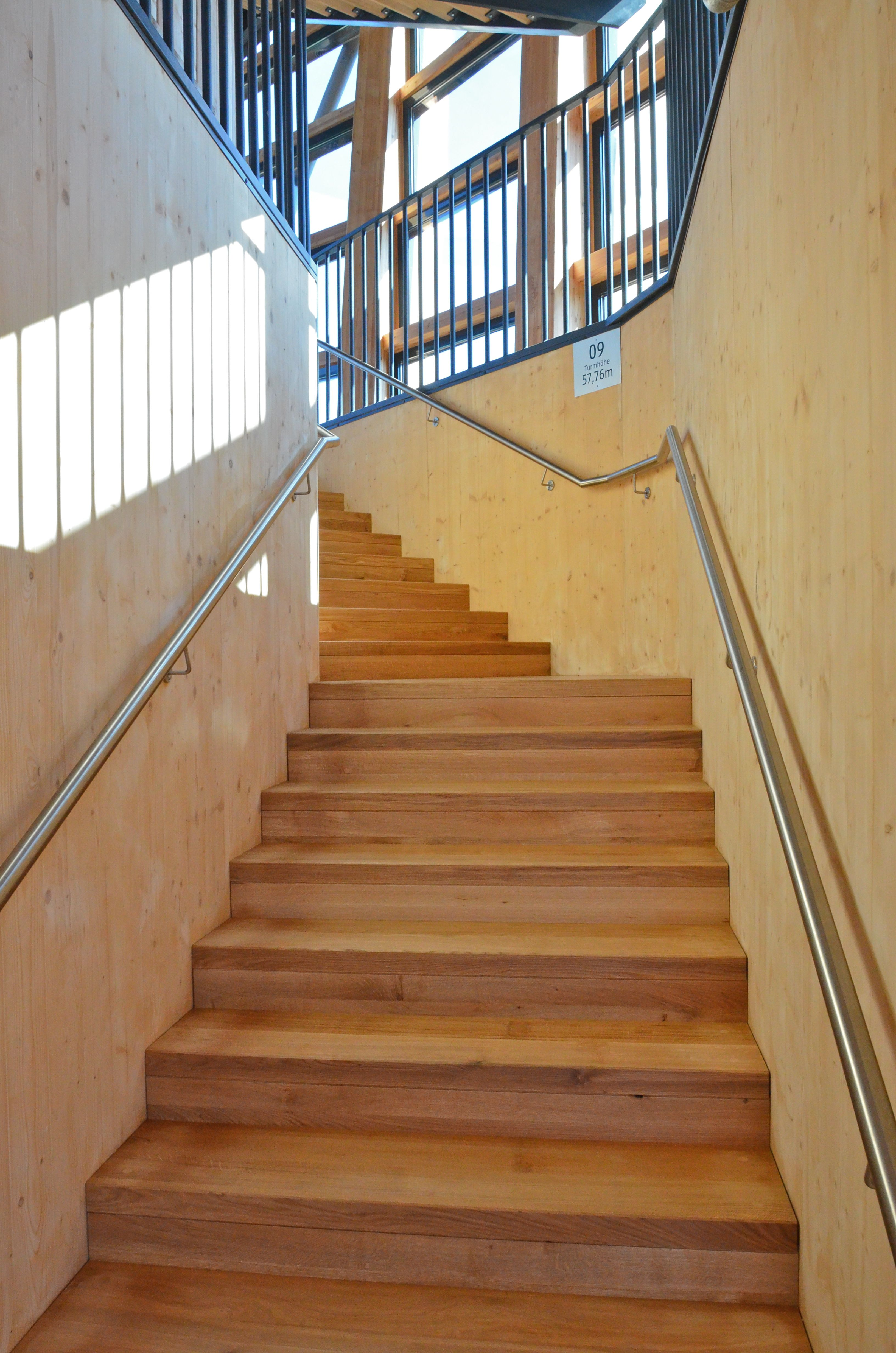
Eichentreppe des neuen Aussichtsturms
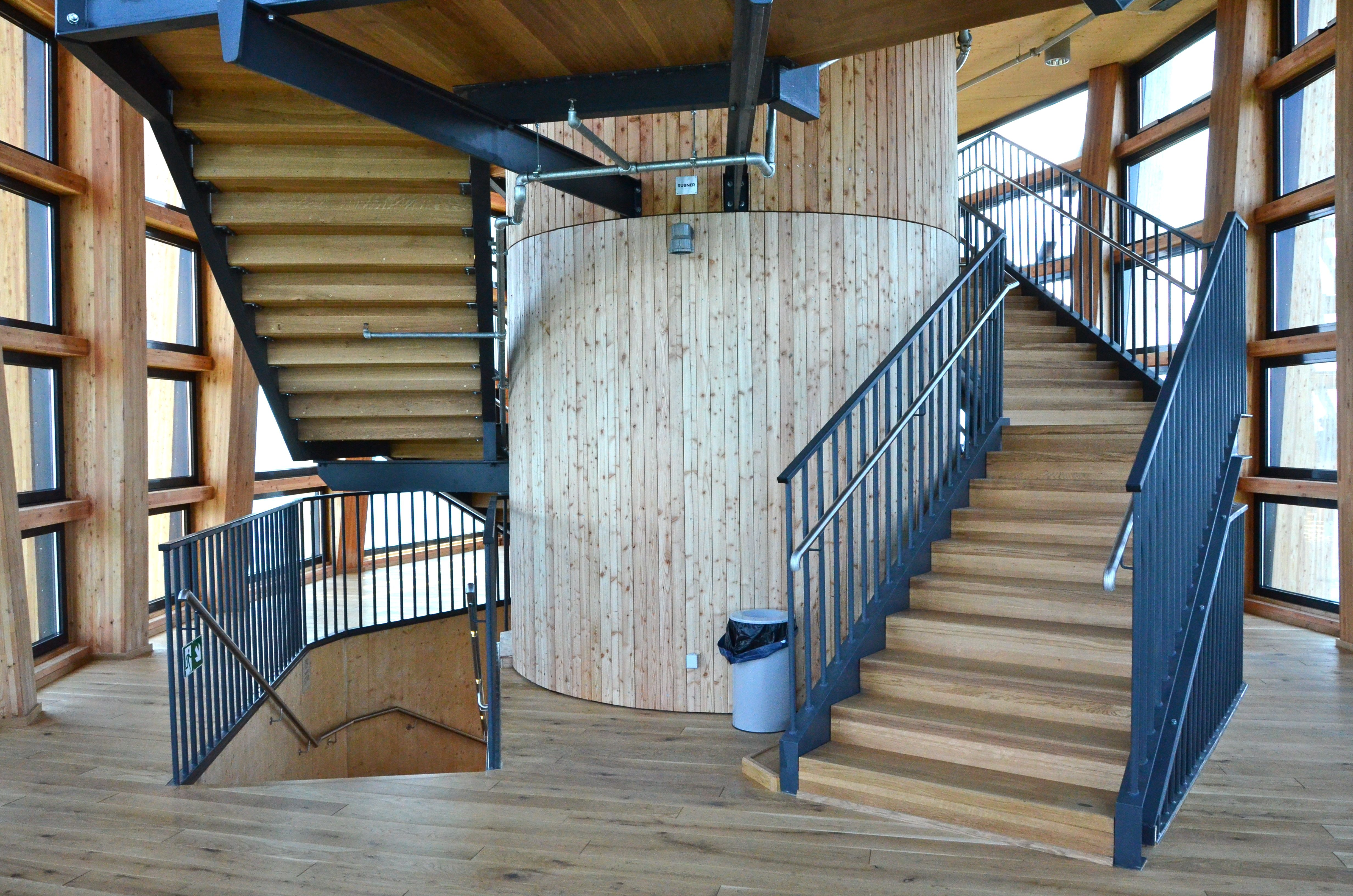
Treppen zur verglasten Plattform (Skybox) des neuen Aussichtsturms
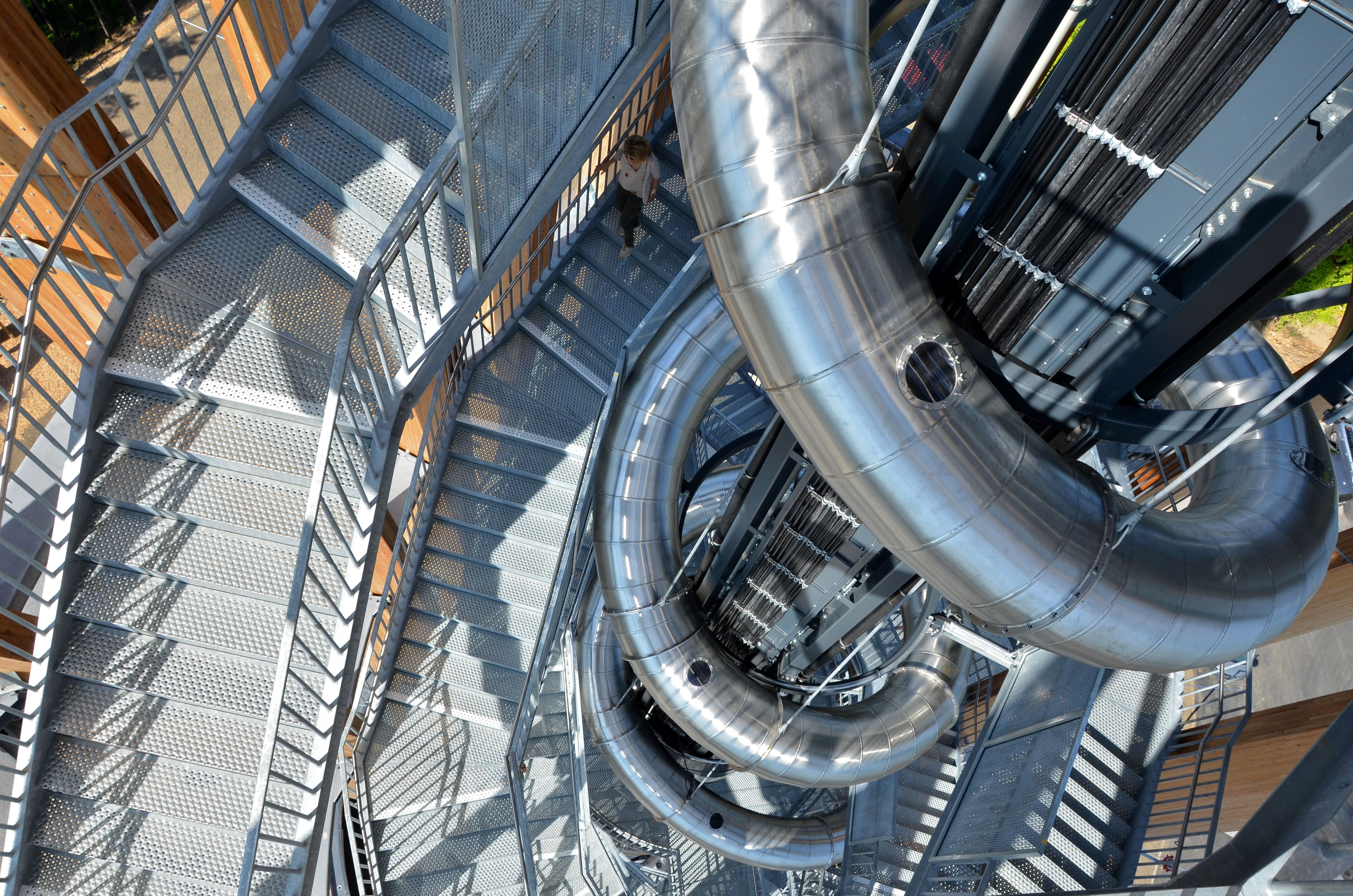
Rutsche des neuen Aussichtsturms
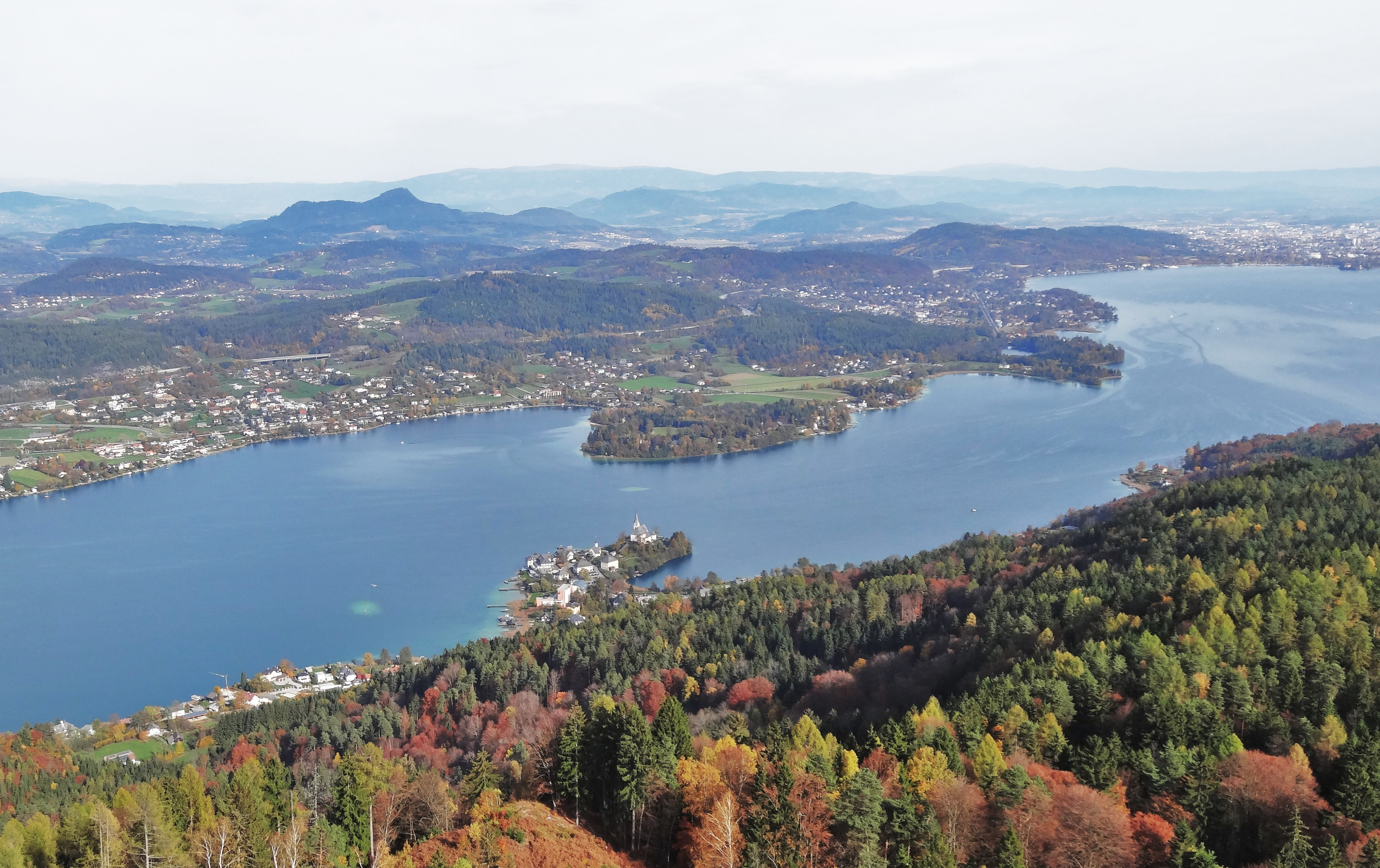
Blick vom Aussichtsturm gegen Nordosten mit Maria Wörth und am rechten Bildrand Klagenfurt

#### Bunte Beleuchtung
Am Abend des 19. Juni 2017 wurde zum 4. Jahrestag der Turmeröffnung eine neue Außenbeleuchtung in Betrieb genommen. Sie wurde vom Klagenfurter Lichttechniker Hanno Kautz, von dem auch die Idee der Rutsche stammt, entwickelt und programmiert – in Zusammenarbeit mit dem Turmarchitekten Markus Klaura. 164 einzeln ansteuerbare LED-Strahler mit je drei weißen, roten, grünen und blauen Leuchtdioden sind auf die radial ausgerichteten Breitseiten der Holzpfähle gerichtet, einige strahlen auch von der Spitze. Indem die Stellen, wo sich die Pfähle einwärts wölben, ausgespart sind, wird eine Helixstruktur sichtbar. Sie wurden von Industriekletterern montiert und waren eigentlich schon in der Erstplanung vorgesehen, doch aus Budgetgründen vorerst eingespart worden. Zur Eröffnung spielte der kärntnerisch-armenische Keyboarder Karen Asatrian mit dem Alpen-Adria-Projekt vor 2.000 Gästen. In Zukunft soll gelegentlich Musik mit korrespondierend bewegter Lichtshow gespielt werden oder die Leuchtfarben anlassbezogen gewählt werden, etwa weiß zur Fête Blanche, rot-weiß-rot zum Nationalfeiertag.

### Turmlauf
Auf Initiative von Rudolf Reitberger (* 1971, Berg- und Treppenläufer aus Julbach, OÖ) und dem Kärntner Leichtathletikverband (KLV) findet mit Unterstützung der Gemeinde Keutschach seit 2018 jährlich der KLC Pyramidenkogel-Turmlauf statt:
- 1. Lauf am 23. September 2018
- 2. Lauf, 13. Sept. 2019, 16.00 Uhr
- 3. Lauf, 11. Sept. 2020 *
- 4. Lauf, 12. Sept. 2021 *
- 5. Lauf, 11. Sept. 2022, 10.00 Uhr, „inkl. Feuerwehrwertung“; weltweit erster TWA-Turmlauf nach Pausen anderswo im Zuge der COVID-19-Pandemie

(*) Dank offenem Stiegenhaus, also idealer Lüftung, konnte die Veranstaltung trotz COVID-19-Maßnahmen auch 2020 und 2021 stattfinden.
Sportveranstalter und Namensgeber ist der Klagenfurter Leichtathletik-Club.
Nach einem Bergaufsprint am Parkplatz von etwa 25 Sekunden führt der Turmlauf über
„441 Stufen, je 16 cm hoch und 30 cm breit (tief), über 70 (genau 70,56) m Höhe, in einem offenen Stiegenhaus“ bis auf die oberste Plattform.
Der relativ kurze Lauf ist 120 TWA Punkte der Towerrun World Association wert.

## Sonstiges
Der Kärntner Schispringer und Sportmediziner Karl Schnabl (* 1954) hat im Sinne seiner Empfehlung „Gehen ist die beste Medizin“ die Tafeln, die zum Besteigen des Turms aus eigener Kraft motivieren, mitgestaltet.

## Seilbahnprojekt
Seit 2016 wird ein 2,2 km langes Seilbahnbauprojekt von Pörtschach über den See zum Aussichtsturm Pyramidenkogel konzipiert. Siehe dazu: Wörthersee-Seilbahnprojekte.

## Sendeanlage

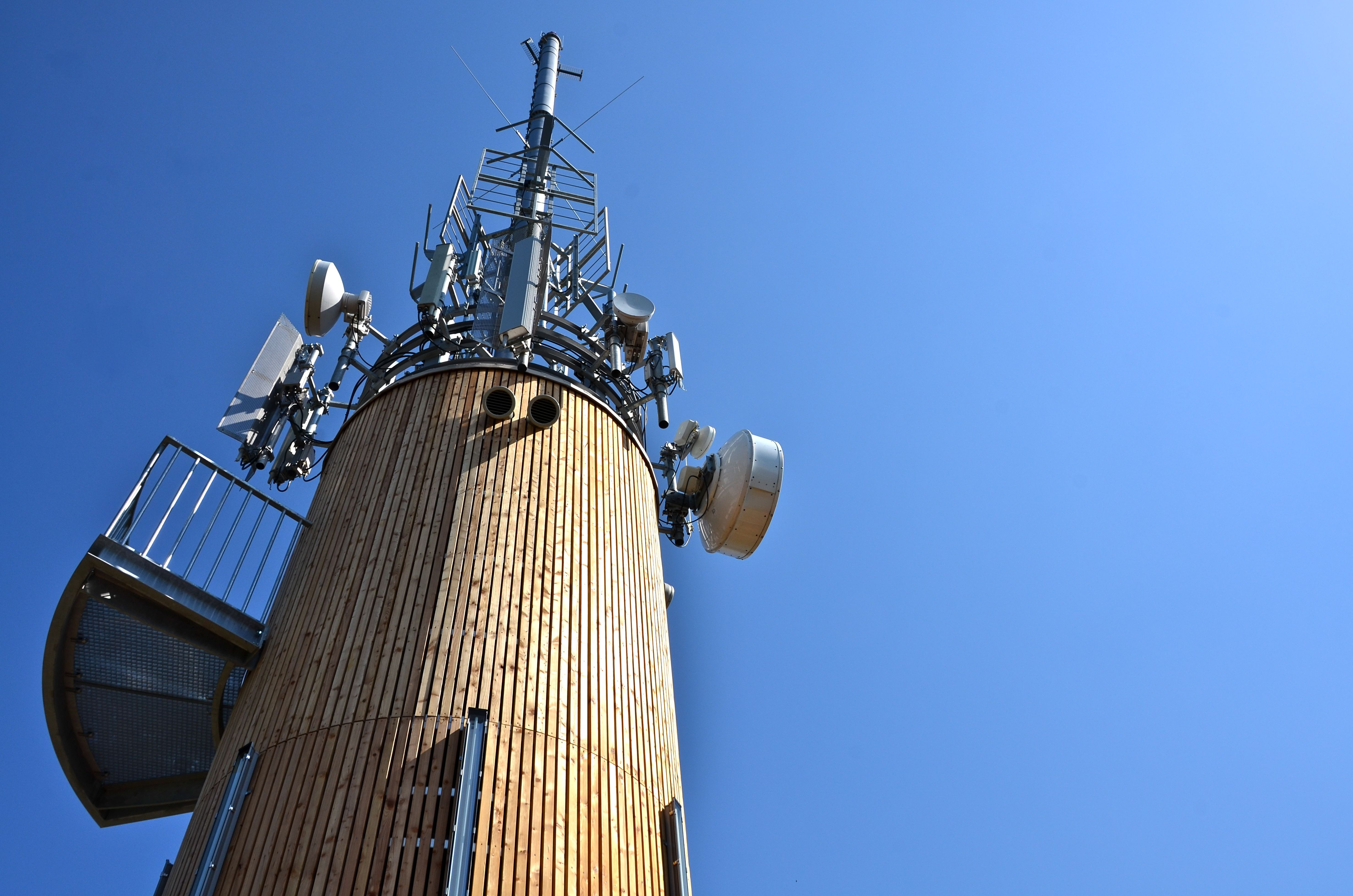
Antennenmast des neuen Aussichtsturms

### Radio- und Fernsehsender
Aufgrund der zentralen Lage war der Aussichtsturm Pyramidenkogel vor der Inbetriebnahme der Großsendeanlage am Dobratsch, errichtet 1971, wichtiger Standort als TV-Sender.
Seither fungiert der Aussichtsturm nur noch als UKW-Sender. Von ihm aus werden die Privatradioprogramme KroneHit und Welle 1 ausgestrahlt, bis zum Frühjahr 2012 sendete Radio Harmonie, das seinen Sendebetrieb eingestellt hat, auf der heutigen Frequenz von Welle 1. Einige Funkdienste und Amateurfunksender nutzen diesen Standort ebenso.
Die Unsicherheiten über den Bau des neuen Turmes und die daraus resultierenden Verzögerungen waren auch mitverantwortlich, dass in weiterer Folge ein für Kärnten geplantes lokales DVB-T-Paket (Mux C Kärnten) nicht auf Sendung gehen durfte.
Neben dem Aussichtsturm wurde für eine Übergangszeit ein Ersatzmast in Form eines freistehenden Stahlgitterturms aufgestellt. Der Betreiber des Mux C Zentralraum Kärnten hat inzwischen angekündigt, als Ersatzstandort die bei Bleiburg gelegene Petzen zu nutzen. Für die Verbreitung der UKW-Programme wurde auf dem neuen 82 Meter hohen Aussichtsturm eine neue Antenne mit 18 Metern Höhe aufgesetzt.

### Frequenzen und Programme: Analoger Hörfunk (UKW)
| Frequenz (MHz) | Programm | RDS PS   | Senderlogo | RDS PI                | Regionalisierung | ERP (kW) | Antennendiagramm rund (ND)/gerichtet (D) | Polarisation horizontal (H)/vertikal (V) |
| -------------- | -------- | -------- | ---------- | --------------------- | ---------------- | -------- | ---------------------------------------- | ---------------------------------------- |
| 95,2           | Welle 1  | 'WELLE_1 |            | A562                  | Kärnten          | 1        | D (240–100°)                             | H                                        |
| 103,7          | kronehit | kronehit |            | A3FF/ A5FF (regional) | Kärnten          | 1        | ND                                       | H                                        |